# گولنبرگ
گولنبرگ (به آلمانی: Gollenberg) یک شهر در آلمان است که در هافه‌لانت واقع شده‌است. گولنبرگ ۴۵۳ نفر جمعیت دارد.